# Caduceus
Caduceus (også merkurstav, heroldstav, hermesstav; caduceus lat. - gr. κηρύκειον, 'kērýkeion', af κῆρυξ, 'kēryx' herold) er en stav med to vinger der omslynges af to slanger. I oldtiden afbildedes gudernes sendebud Hermes / Merkur med en sådan stav. Senere blev den symbol på handel og anvendes også heraldisk. 
For planeten Merkur bruges dette symbol 

## Galleri
| - Merkurstav i en moderne udformning. | - Brug i byvåben - Caduceus i byvåbnet for den finske by Jyväskylä - Tampere, Finland |

Æskulapstaven ligner heroldstaven ved brugen af slangen der snor sig. Den er attribut for Æskulap/Asklepios, lægekunstens gud. Det er måske denne lighed der fik US Army Medical Corps til at bruge heroldstaven. Ligheden ses af billederne herunder
- Sammenligning med æskulapstav
- Star of Life med æskulapstav (for ambulancetjeneste)
- Plakette for US Army Medical Corps